# Марк Юний Силан (консул 15 г.)
Вижте пояснителната страница за други личности с името Марк Юний Силан.
Марк Юний Силан (на латински: Marcus Iunius Silanus; * 28 пр.н.е.; † 24 май 38) e политик от ранната Римска империя и приятел на император Тиберий, а Калигула е негов зет.

## Биография
Произлиза от високопоставената фамилия Юнии, клон Юний Силани. Син е на Гай Юний Силан (консул 10 г.) и Апия Клавдия. Брат е на Гай Апий Юний Силан и на сенатора Децим Юний Силан, който има афера с Виспания Юлия, и на весталката Юния Торквата.
От 1 юли 15 г. Юний Силан е суфектконсул на мястото на Гай Норбан Флак заедно с Друз Юлий Цезар, който е консул през тази година. Приет е в жреческата колегия Арвалски братя (frater Arvalis). Чрез влиянието му при Тиберий, той успява да върне през 20 г. брат си Децим, изгонен 17 години преди това заради прелъстяване на внучката на Август.
Марк Юний Силан е влиятелен оратор и има право в сената да дава пръв своя глас.
Той е баща на Юния Клавдила, която през 33 г. се омъжва за бъдещия император Калигула. Калигула мрази Марк Юний Силан и го тероризира. Марк Юний Силан се самоубива през май 38 г. като си разрязва с бръснарски нож гърлото.